# Wasserkraftwerk Zülow
Das Wasserkraftwerk Zülow ist das größte Wasserkraftwerk in Mecklenburg-Vorpommern. Es wurde in den Jahren 1922 bis 1924 gebaut. Seit 1973 angedacht, wurde es 1982 ein technisches Denkmal. Es liegt in Zülow, einem Ortsteil östlich von Sternberg am Mildenitzkanal inmitten eines Endmoränenzuges.

## Geschichte
Die Wasserkraftwerke in Mecklenburg arbeiten heute zum Teil mit moderner Technik, sind aber in ihrer Substanz deutlich älter.
Die von Goldberg kommende und über Sternberg in die Warnow fließende Mildenitz wurde für das Kraftwerk Zülow auf einer Länge von 5,8 Kilometern umgeleitet, um das Gefälle auszunutzen. Der Kraftwerkskanal zweigt bei der Ortschaft Rothen vom natürlichen Lauf der Mildenitz, die unverändert etwas Freiwasser bekommt, ab. Er durchquert einen 250 Meter langen Tunnel, weitet sich zu einem kleinen See und fließt in Zülow in einen zweiten Stausee, bevor das Wasser mit bis zu 7,24 Kubikmeter pro Sekunde durch ein Betonrohr mit 1,80 Meter Durchmesser den Hang hinunter auf die Kraftwerksturbinen drückt. Der 22 Meter tiefer liegende Unterwasserkanal führt durch ein 30 Hektar großes Sumpfgebiet. Hier befand sich einst der Zülower See, der für den Bau des Kraftwerkes trockengelegt wurde. Der Tunnel im Oberwasserkanal war Bestandteil einer Entschädigung, damit die Äcker der Besitzer Oertzen (Adelsgeschlecht) verbunden blieben. Auf Beschluss des Landtages wurde er damals, ebenso wie Frau von Dallwitz, für den Kraftwerksbau enteignet. Pläne für eine Stromerzeugung in diesem Gebiet waren schon 1908 vorgelegt worden. Doch erst nach dem Ersten Weltkrieg konnte 1922 begonnen werden. Ausführende Baufirma war die Philipp Holzmann AG, denn die Lokomotive der Feldbahn verursachte am 1. Mai 1924 einen Brand am Rothener Gutsgehöft.
Durch die 1920 vom Land gegründeten Mecklenburg-Schwerinschen Landes-Elektrizitätswerke (LEW) wurde das Kraftwerk fertiggestellt und ging noch 1924 ans Netz.
Die Anlage mit dem Kanal, den Betonbrücken darüber, dem Pegelhäuschen, dem Einlaufbauwerk, dem Wohnhaus und dem Kraftwerksgebäude ist weitgehend aus der Ursprungszeit erhalten geblieben. Die Schalt- und auch die Rechenanlage von 1954 sind zwar nicht mehr in Betrieb, werden aber museal erhalten. Die beiden Turbinensätze sind von 1954. Die Generatoren wurden 2005 erneuert. Die alten Turbosätze von 1924 wurden 1945 von der Sowjetunion nach dem Zweiten Weltkrieg demontiert. Um an die großen Maschinen heranzukommen, durchbrachen Soldaten der Roten Armee mit einem Panzer die Außenmauer der Maschinenhalle. An der Stelle des Loches befindet sich heute ein großes Tor. Die beiden Francisturbinen treiben zwei Generatoren von jeweils 550 Kilowatt an und nutzen das Gefälle von 22 Metern.
Das Kraftwerk wird heute als Laufwasserkraftwerk betrieben und war bis zum 22. April 2004 im Besitz der WEMAG AG mit Sitz in Schwerin. Seitdem gehört das Kraftwerk einem privaten Besitzer.

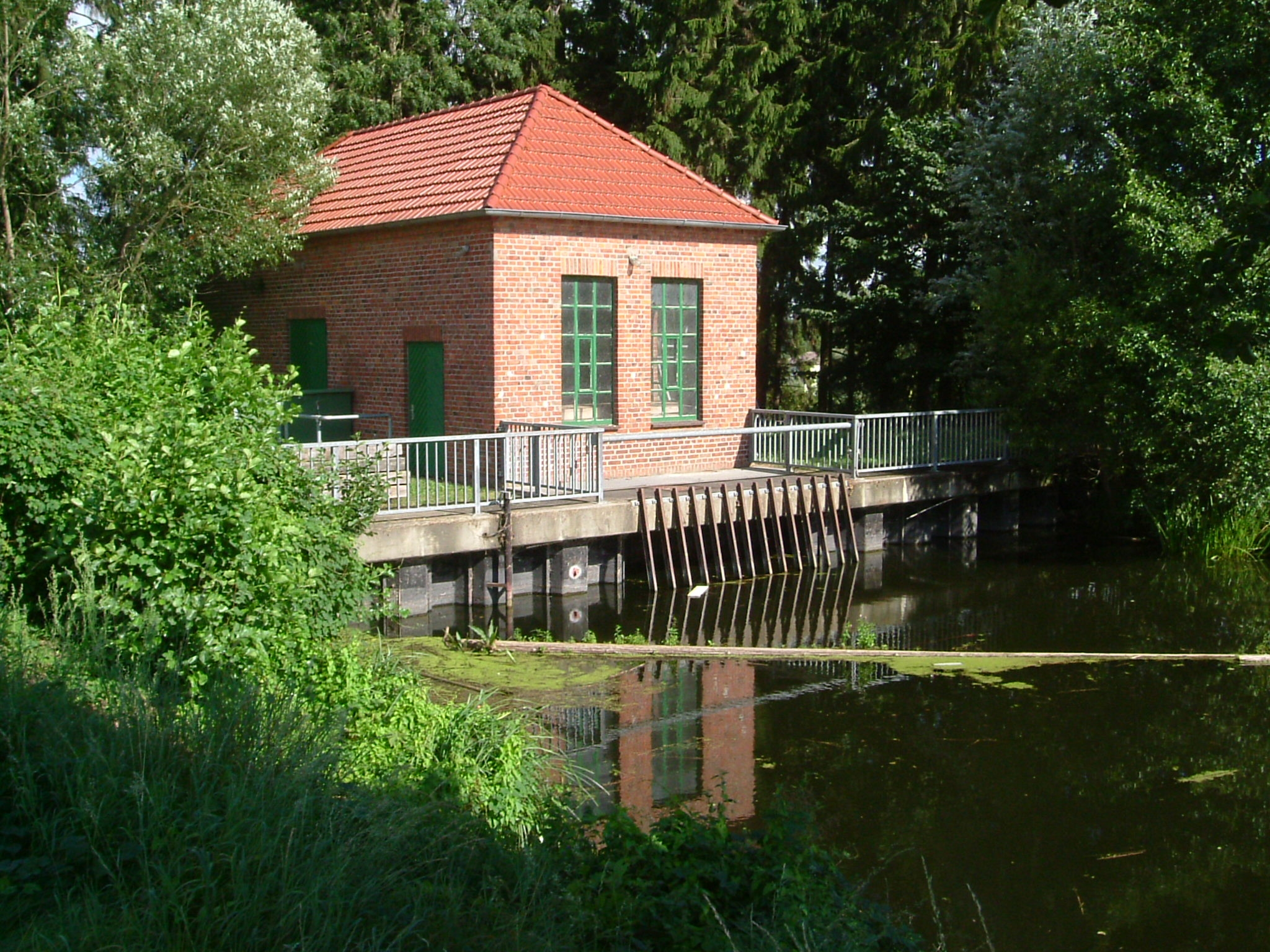
Wasserschloss – Zulauf zum 22 m tiefer liegenden Kraftwerk
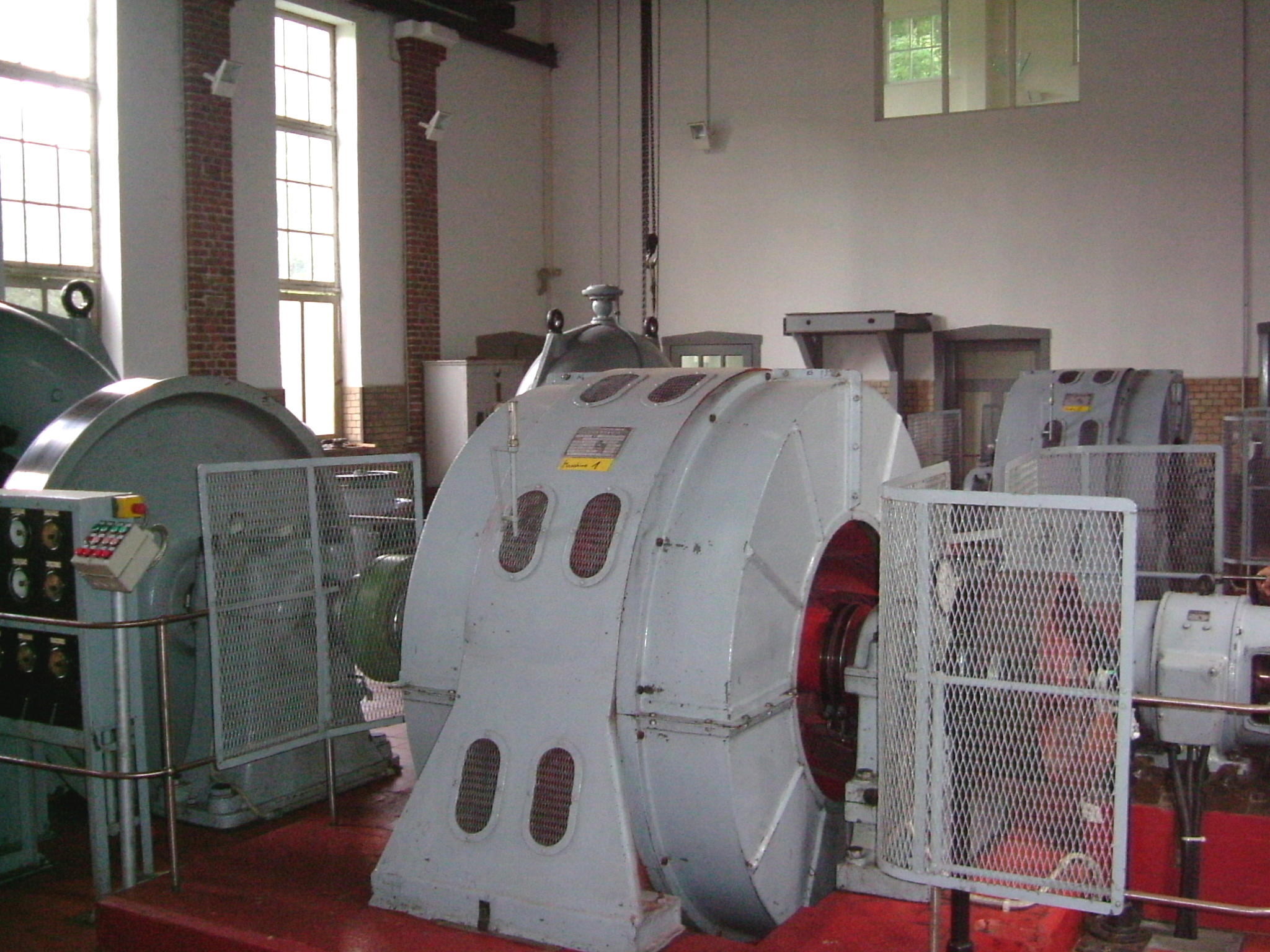
Maschinensaal 2004 – Generator SEE 1614-16 des VEB Elektromotorenwerk Dessau von 1954
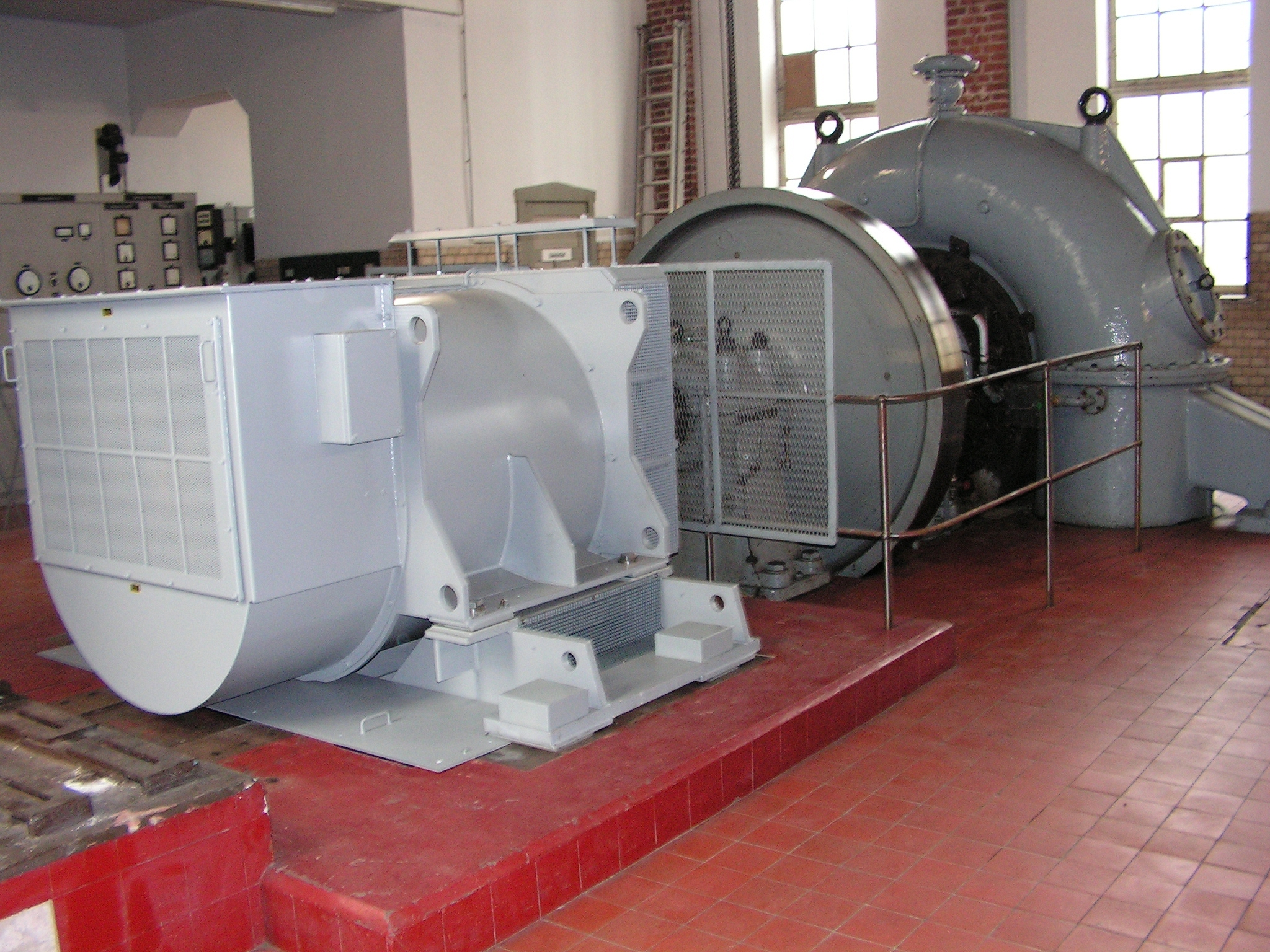
Maschinensaal 2005 – neuer Generator SE 630 S16 der AEM Dessau GmbH

## Nachweise
1. ↑  Hans Müller: Technische Denkmale. In: Denkmale in Mecklenburg Weimar 1976 S. 283.
2. ↑  Sven Bardua: Kleines Kraftwerk ganz groß, In: MECKLENBURG MAGAZIN, Regionalbeilage der SVZ Schwerin, 2000 Nr. 9 S. 23
3. ↑  verivox.de